# 森志乃
森 志乃 （もり しの、1989年8月18日 - ） は、日本のバレリーナ。
群馬県太田市出身。2008年秋から2018年春までの約9年半、カナダで活躍した。
2017年夏まではトロントを拠点とするカナダ国立バレエ団に所属。2017年9月から2018年3月まではカルガリーを拠点とするアルバータ・バレエ団に所属していた。

## 経歴
双子の姉妹の一人として生まれる。1997年、小学2年生・8歳のとき山本禮子バレエ団附属研究所でバレエを習い始めた。常盤高等学校に1年生として在学中の2006年1月、16歳のとき、ローザンヌ国際バレエコンクールでスカラシップ賞を受賞。前年に続く二度目の挑戦だった。これにより奨学金を得て同年9月からカナダのナショナル・バレエ学校に留学する。同校には2008年7月まで2年間在籍した。
2008年9月、カナダ国立バレエ団に研修生として入団。翌2009年9月からコール・ド・バレエの階級を付与されて正団員となった。2011年3月には同僚の江部直哉と組んでコンテンポラリー作品 『パッサカリア』 の世界初演を踊る。カナダ国立には2017年夏まで9年間所属し、最終階級はコール・ド・バレエだった。
2016年12月、アルバータ・バレエ団に所属していた新潟市出身のバレエダンサー桜井芳哉と結婚し、2017年秋に森自身もアルバータ・バレエ団へ移籍した。半年後の2018年3月、新制作となったC・アンダーソン振付 『シンデレラ』 への出演を最後に引退した。

## 主な出演歴
| 年   | 演目                | 役                 | 相方            | 振付            | バレエ団             |
| ---- | ------------------- | ------------------ | --------------- | --------------- | -------------------- |
| 2011 | パッサカリア ★      | (女性)             | 江部 直哉       | R・スティーヴン | カナダ国立バレエ団   |
| 2012 | 眠れる森の美女      | 猫                 | R・スティーヴン | ヌレエフ        | カナダ国立バレエ団   |
| 2012 | くるみ割り人形      | スペインのショコラ | ？              | J・クデルカ     | カナダ国立バレエ団   |
| 2012 | くるみ割り人形      | 羊                 | -               | J・クデルカ     | カナダ国立バレエ団   |
| 2014 | 白鳥の湖            | イタリアの王女     | ？              | J・クデルカ     | カナダ国立バレエ団   |
| 2014 | 白鳥の湖            | 小さい4羽の白鳥    | -               | J・クデルカ     | カナダ国立バレエ団   |
| 2013 | カルメン            | 煙草工場の女       | -               | D・ボンバナ     | カナダ国立バレエ団   |
| 2013 | アンアース ☆        | (パ・ド・ドゥ)     | R・スティーヴン | R・ビネ         | カナダ国立バレエ団   |
| 2015 | 不思議の国のアリス  | 堂守/冬眠鼠        | -               | C・ウィールドン | カナダ国立バレエ団   |
| 2018 | シンデレラ ★または☆ | 春の精             | -               | C・アンダーソン | アルバータ・バレエ団 |

※紫は演目の主役を表す。★は当該作品の世界初演の初日における出演を表す。☆は初日ではないが一連の世界初演に出演したことを表す。